# Аувинен, Пекка-Эрик
Пекка-Эрик Аувинен (фин. Pekka Eric Auvinen; 4 июня 1989 Туусула — 7 ноября 2007 Туусула) — финский массовый убийца, который совершил вооружённое нападение на свою школу 7 ноября 2007 года, он убил 8 человек, ещё 13 были ранены. После нападения он покончил с собой.

## Биография
Пекка-Эрик Аувинен родился 4 июня 1989 года в городе Туусула, Финляндия. Его отец, музыкант назвал его в честь рок-исполнителей Пекки Ярбэка Ярвинена и Эрика Клептона. Мать была бывшим депутатом муниципалитета. Согласно отчёту Национального бюро расследований, Аувинен учился в школе достаточно хорошо и планировал окончить её следующей весной. Он был застенчивым учеником, часто изолировался от других и был стеснительным. По некоторым данным, он долгое время подвергался издевательствам.

### Психологическое состояние
В период с декабря 2006 года по январь 2007 года родители Аувинена пытались направить его в амбулаторную психиатрическую клинику для лечения депрессии и тревожности, но их просьба была отклонена из-за того, что симптомы были оценены как лёгкие. Вместо этого родителям Аувинена было рекомендовано лечение антидепрессантами, прежде чем предпринимать попытки его госпитализации. Аувинен сообщил своей знакомой по интернету, что в ближайшие месяцы он не сможет пройти военную службу, и за день до нападения оставил ей несколько загадочных сообщений с угрозами убийства. За год до своей смерти Аувинен нерегулярно принимал СИОЗС. Аувинен часто подвергался издевательствам в школе, и школьники сообщили о изменениях в его поведении социальному работнику, сказав, что он вёл себя угрожающе и заявлял, что они умрут в «белой революции». Один из его учителей описал его как воинствующего радикала, интересовавшегося как крайне правыми, так и крайне левыми движениями. Аувинен планировал стрельбу по крайней мере с начала марта 2006 года, до того как познакомился с ютуберами или онлайн-геймерами, которых позже обвинили в массовом убийстве.

### Деятельность в интернете
Аувинен имел несколько онлайн-аккаунтов, в том числе два аккаунта на YouTube под псевдонимами «Sturmgeist89» и «NaturalSelector89», на которые он загружал видеоролики о стрельбе в школах и насильственных инцидентах, включая массовое убийство в школе Колумбайн, осаду Вако, атаку с применением зарина в токийском метро и бомбардировки во время вторжения в Ирак в 2003 году. Он также публиковал видеоролики, в которых критиковал религию. Незадолго до стрельбы Аувинен опубликовал видео, на котором он демонстрировал своё оружие и стрелял по яблокам. Перед нападением он опубликовал своё последнее видео под названием «Резня в школе Jokela High School — 7 ноября 2007 года». Видео начиналось с изображения школы, после чего появлялись фотографии с красным фильтром, на которых был запечатлён стрелок с оружием в руках. На протяжении всего видео в качестве фоновой музыки звучала песня «Stray Bullet» группы KMFDM.
За несколько месяцев до стрельбы американский блогер TJ Kirk призвал власти расследовать аккаунты с контентом о стрельбе в школах, в том числе аккаунт, который использовал Аувинен. Казалось, что связью между ними была женщина с ником «Robin McVeigh» (в честь американского террориста Тимоти Маквея, которого она боготворила наряду с другими известными убийцами). Она регулярно нападала на тех, кто не соглашался с убийствами, и угрожала жизни многих пользователей YouTube. 
Она также была связана с Диллоном Косси, 14-летним мальчиком, который в октябре был арестован по подозрению в планировании нападения на свою школу в пригороде Филадельфии. Позже «Робин Маквей» организовала небольшое, но влиятельное сообщество интернет-пользователей, которые боготворили массовых убийц, и подтолкнула их к клевете в адрес блогера и его подруги-ютуберши, которая рассказала ему об опасности, заявив, что они издевались над Аувиненом, несмотря на многочисленные попытки блогера оказать Аувинену эмоциональную поддержку. Представитель отдела по борьбе с киберпреступностью полиции Хельсинки заявил, что «весьма вероятно, что между Пекка-Эриком Аувиненом и Диллоном Косси был какой-то контакт». Аувинен часто любил играть в жестокие видеоигры, такие как Hitman: Codename 47, Hitman 2: Silent Assassin, Super Columbine Massacre RPG! и Battlefield 2.

### Планирование и получение оружия
Аувинен получил лицензию на оружие в октябре, а 2 ноября, за пять дней до стрельбы, приобрёл пистолет SIG Sauer Mosquito калибра 22 и 500 патронов. С 31 августа он был зарегистрированным членом Хельсинкского стрелкового клуба. [4] Представитель клуба сообщил, что Аувинен посетил одно часовое занятие по стрельбе. Он получил лицензию, поскольку был членом местного стрелкового клуба и не имел судимостей.
Сначала Аувинен хотел приобрести пистолет Glock 9 мм, но 12 октября полиция отклонила его заявку на том основании, что из-за высокой огневой мощи это оружие не подходило для точной стрельбы, как того хотел Аувинен. Позже он успешно подал заявку на покупку пистолета Ruger MK III калибра .22, но в день покупки обнаружил, что на тот момент он был недоступен. Тогда он решил купить вместо него SIG Sauer Mosquito.
Перед стрельбой Аувинен загрузил на YouTube видео, в котором заявил, что совершит «массовое убийство», а также загрузил манифест на файлообменный сайт. В своём манифесте он выразил гнев по поводу своей социальной изоляции и призвал «сильных духом и умных людей» восстать против «идиократии» и «слабоумных масс».

### Манифест
Перед тем как приступить к своему нападению, Аувинен загрузил в Интернет пакет файлов, содержащий 21 медиафайл. В него входили фотографии самого Аувинена, его оружия, школы Jokela High School, один нераскрытый музыкальный файл и три документа на финском и английском языках.
Самым длинным был файл с названием «Манифест естественного отбора», в котором Аувинен объяснял свои мысли и мотивы, лежащие в основе стрельбы. Он подчёркивал, что хотел, чтобы его нападение рассматривалось не как просто стрельба в школе, а как откровенный акт терроризма. Текст представляет собой смесь идей различных социально-критических мыслителей, любимых Аувиненом, включая Платона и Фридриха Ницше, а также содержит ссылки на Манифест Теодора Качинский. Аувинен делит людей на три группы в зависимости от их способности критически мыслить, а также объясняет свою роль «естественного отборщика», призванного избавляться от самых слабых аспектов человечества. Он называет свои действия «тотальной войной против человечества» и оправдывает свои убийства, выставляя его как законное истребление «слабоумного большинства». Он настаивал, что ни его воспитание, ни медиа, которые он потреблял, не были виноваты в его действиях.
Аувинен также оставил на своём компьютере предсмертные записки, адресованные его родителям, в ночь перед массовым убийством, одна из которых начиналась словами: «К тому времени, когда вы будете читать это, я, вероятно, уже буду мёртв».

## Стрельба
Примерно в 11:40 Аувинен вошёл в главный холл первого этажа средней школы Йокела, пропустив первый урок. В коридоре он встретил одного из учеников и убил его в 11:42, после чего направился в туалеты. Вскоре другие ученики обнаружили тело жертвы, но решили, что он потерял сознание из-за удара по голове. Другие ученики слышали звуки выстрелов, но не поняли, что это было. В туалетах Аувинен застрелил ещё двух учеников, что побудило школьную медсестру вызвать службу экстренной помощи. После того как Аувинен застрелил ученика возле туалета, он побежал за медсестрой, догнал её и в 11:46 застрелил её и ещё одного ученика.